# Comité Paralímpico Nacional de Rumania
El Comité Paralímpico Nacional de Rumania (en rumano: Comitetul Național Paralimpic Român) es el comité paralímpico nacional que representa a Rumania. Esta organización es la responsable de las actividades deportivas paralímpicas en el país. Es miembro del Comité Paralímpico Internacional y del Comité Paralímpico Europeo.